# Vangueria latifolia
Vangueria latifolia är en måreväxtart som först beskrevs av Otto Wilhelm Sonder, och fick sitt nu gällande namn av Otto Wilhelm Sonder. Vangueria latifolia ingår i släktet Vangueria och familjen måreväxter. Inga underarter finns listade i Catalogue of Life.